# Farzana Wahidy
Farzana Wahidy (Kandahar, 1984) è una fotografa e giornalista afghana.
Ha realizzato fotografie di donne e ragazze in Afghanistan. È stata la prima donna fotografa in Afghanistan a lavorare con agenzie di stampa internazionali come l'Associated press (AP) e Agence France-Presse (AFP).
Wahidy ha scelto la carriera fotogiornalistica perché coltivava il desiderio di catturare le storie di cui sarebbe stata testimone. Wahidy usa la sua fotografia per esprimere le sue emozioni di donna afgana e amplificare le voci degli altri che, nella sua stessa situazione, si trovavano in Afghanistan, paese dal potere esclusivamente maschile. Attraverso la sua fotografia, vuole raffigurare le vite ordinarie delle donne afgane, oltre ai problemi che esse affrontano.

## Biografia
Nata a Kandahar nel 1984, Wahidy si è spostata con la sua famiglia a Kabul all’età di sei anni. Quando i talebani presero il controllo dell’Afghanistan nel 1996, era una teenager. All'età di tredici anni è stata picchiata per strada perché non indossava il burqa. Guardando indietro a quel momento, ha dichiarato di voler essere una fotografa di attualità, capace di mostrare alla società di oggi come si sentivano e si sentono le giovani ragazze come lei, ma la fotografia, come altre forme creative, continua ad essere proibita. Suo padre, che aveva una collezione di macchine fotografiche, ha dovuto rinunciare alla sua passione di immortalare momenti della vita della sua famiglia. Anche i loro album fotografici familiari sono stati distrutti durante la guerra civile.
Durante il periodo dei Talebani alle donne era proibito continuare la propria educazione. Nascondendo i libri sotto il burqa, in modo che lei non corresse il pericolo di essere catturata, ha studiato in una scuola sotterranea con altri 300 studenti in una zona residenziale di Kabul, e quando le forze degli Stati Uniti hanno posto fine al governo talebano nel 2001, lei ha iniziato la scuola superiore.
Wahidy ha studiato presso l'Istituto fotogiornalistico AINA di Kabul istituito da Reza Deghati per formare donne e uomini afgani a seguire carriere fotogiornalistiche. Iniziando nel 2002, lei è stata una dei 15 selezionati tra più di 500 studenti. È stata istruita dal fotogiornalista iraniano-francese Manoocher Deghati.
Nel 2004, Wahidy fu assunta come fotografa per l’Agence France-Presse, l'agenzia internazionale situata a Parigi, dopo si è unita all’Associated Press nella città di New York.
Nel 2007 ha ricevuto una borsa di studio scolastica per frequentare il programma da due anni di fotogiornalismo presso il Loyalist College nel Belleville, Ontario, tornando in Afghanistan nel 2010.
Wahidy sfrutta il fatto di essere donna per documentarsi riguardo alle donne afghane e ai loro ruoli segregati nella società, includendo prostitute e donne incarcerate per "crimini morali".
Wahidy ha fondato l'Afghanistan Photographers Association. L'APA è un'organizzazione no profit e senza scopi di lucro che supporta fotografi in tutto l'Afghanistan e fotografi afghani che viaggiano all'estero. Wahidy ha istituito l’APA perché voleva attuare un cambiamento in Afghanistan attraverso la fotografia. Ha avuto lo scopo di colmare il divario di conoscenze riguardanti l’arte e la fotografia nel suo paese di origine ed incoraggiarne la comprensione. L’APA permette ai fotografi afghani di ottenere agganci e promuovere la loro carriera.

## Riconoscimenti
Nel 2009 lei è stata una beneficiaria dell’Open Society Institute per il suo progetto documentario riguardo alle donne afghane.
Nel 2016 è stata riconosciuta per i suoi risultati eccezionali dopo la laurea e ha ricevuto il Premier’s Award per le arti creative e il design.
Il suo lavoro è presente nel documentario americano Frame by Frame.
Le fotografie di Wahidy sono state esposte a livello internazionale in Afghanistan, Canada, Stati Uniti, India, Pakistan, Germania, Italia, Norvegia, Ginevra, Cina e Finlandia.